# Диаграмма состояний (UML)

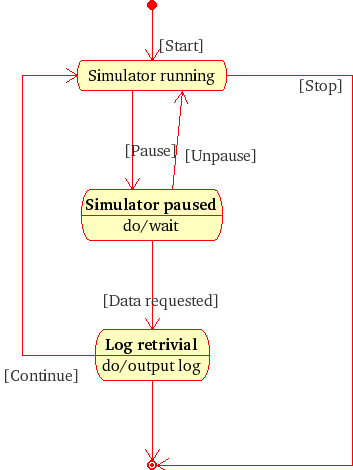
Пример диаграммы состояний.

Диаграмма состояний — это, по существу, диаграмма состояний из теории автоматов со стандартизированными условными обозначениями
, которая может определять множество систем от компьютерных программ до бизнес-процессов. Используются следующие условные обозначения:
- Круг, обозначающий начальное состояние.
- Окружность с маленьким кругом внутри, обозначающая конечное состояние (если есть).
- Скруглённый прямоугольник, обозначающий состояние. Верхушка прямоугольника содержит название состояния. В середине может быть горизонтальная линия, под которой записываются активности, происходящие в данном состоянии.
- Стрелка, обозначающая переход. Название события (если есть), вызывающего переход, отмечается рядом со стрелкой. Охраняющее выражение может быть добавлено перед «/» и заключено в квадратные скобки (название_события[охраняющее_выражение]), что значит, что это выражение должно быть истинным, чтобы переход имел место. Если при переходе производится какое-то действие, то оно добавляется после «/» (название_события[охраняющее_выражение]/действие).
- Толстая горизонтальная линия с либо множеством входящих линий и одной выходящей, либо одной входящей линией и множеством выходящих. Это обозначает объединение и разветвление соответственно.